# おやじのヒゲ
『おやじのヒゲ』（おやじのひげ）は、TBS系列の2時間ドラマ枠にて不定期に放送されていたテレビドラマ。1986年から1996年まで放送されていた。主演は森繁久彌で、キャッチコピーは「森繁久彌主演の『笑い』と『涙』のホームドラマ」。

## あらすじ
元教師で、今は隠居の身である森繁扮する大国辰造とその息子・竹脇扮する大国昭伍の親子のやり取りが繰り広げられるホームドラマである。
毎回、辰造が引き起こす騒動に昭伍や近所の仲間たちも巻き込まれていく。

## 出演
- 大国辰造：森繁久彌

元教師で、立派なヒゲがトレードマーク。近所からも、慕われており、「先生」と呼ばれている。かなりの女好きであり、冴子には、甘えるところがある。毎回、昭伍と言い合いになった際は、亡き妻の仏壇に向かい、昭伍への愚痴を言うのが、常のお約束事である。（逆のバージョンで、昭伍がこのことを行い、父を心配することもある。）また、その後に、昭伍らに黙って、家出することもある。（家出ではなく、入院するということがあった。）
- 大国昭伍：竹脇無我

弁護士。爽やかなルックスの割には、40を超えても結婚できなかった。辰造の行動には、良く思っていないところもあるが、内心、辰造を心配している部分もある。
- 大国冴子：根本りつ子

昭伍の妻。旧姓は藤堂。初期では昭伍に思いを寄せていたが、無事結婚。
- 柳富太郎：藤岡琢也

寿司屋の大将。頑固オヤジで妻の和恵とよく喧嘩をしている。昭伍には消極的。たまに、よその女性と浮気をして、和恵から相手にされないことがある。
なお、当ドラマと同時期に藤岡がレギュラー出演していた「渡る世間は鬼ばかり」（同局）の岡倉大吉と差別化させるためか、メガネを外していた。
- 柳和恵：加藤治子

富太郎の妻。富太郎より8歳上の姉さん女房。頑固な富太郎を支える肝っ玉女将。
- 笠井宗五郎：芦屋雁之助 … 9～14、16、18に登場。

肉屋の亭主。その太った体型から妻の昌代に食事を抑えられるシーンも。温和で優しい。
- 笠井昌代：中村メイコ

宗五郎の妻。芝居好きで主人の宗五郎に内緒でしばしば抜け出すことも。お喋り好き。
- 熊田常吉：左とん平 … 9より登場。

寿司屋の出前持ち。最初泥棒だと間違われ昭伍に怒られるシーンも。よく、辰造とタッグを組んで、行動することがある。
- 高村洪太：ケーシー高峰

辰造の主治医。訳の分からない病名を昭伍に突きつけるシーンも。辰造からは、「藪医者」と言われている。看護婦には好かれてる。
- 亀吉：松山英太郎 … 第1回では別の役。2～8まで。

寿司屋の出前持ち。お喋り好きで和恵に面白話を喋るシーンも。
- 沢田登喜子：樹木希林
- 亀吉の妻：榊原るみ … 2～8まで。

肝っ玉妻で和恵と意気投合。亀吉を叱るシーンもあるが亭主思いのシーンも。

## スタッフ
- 企画…逸見稔、樋口祐三(TBS)
- プロデューサー…中村和則、岡田裕克(TBS)
- 脚本…田口耕三
- 音楽…坂田晃一
- 演出…櫻井秀雄
- 製作…オフィス・ヘンミ、TBS

## 放送リスト
1. おやじのヒゲ1：1986年10月29日　ゲスト中里麻理子：田中好子　中里太一：松山英太郎　戸川初枝：赤木春恵　江田由美：音無美紀子　中里靖子：木村弓美　泉田響子：朝比奈順子　野上邦彦：有川博　山口弘和　竹田高利　江田恭介：横沢祐一　平野稔　石見栄英　赤城太郎
2. おやじのヒゲ2 独身女性にだけ部屋を貸します：1987年4月29日　ゲスト芦川よしみ　有森也実
3. おやじのヒゲ3：1988年4月23日　ゲスト藤間紫　遥くらら
4. おやじのヒゲ4：1988年10月22日　ゲスト川島なお美　小堺一機
5. おやじのヒゲ5：1989年6月3日　ゲスト目黒祐樹　山口いづみ
6. おやじのヒゲ6 息子の縁談話にヘンな横ヤリが入りました：1989年10月22日　ゲスト芦田伸介
7. おやじのヒゲ7：1990年4月14日　ゲスト春川ますみ　相楽晴子
8. おやじのヒゲ8 女湯を覗いたのは誰?：1990年10月22日　ゲスト土田早苗　犬塚弘
9. おやじのヒゲ9：1991年4月29日　ゲスト浜田朱里
10. おやじのヒゲ10：1991年10月28日　ゲスト鮎川いずみ　八木小織
11. 森繁久彌文化勲章受章記念作品 おやじのヒゲ11：1991年11月4日　ゲスト本阿弥周子　永井秀明、伊藤淳史、　特別出演里見浩太朗　北大路欣也　平幹二朗　あおい輝彦　目黒祐樹　関口宏　井上孝雄
12. おやじのヒゲ12：1992年4月27日　ゲスト司葉子　佐野量子
13. おやじのヒゲ13：1992年11月23日　ゲスト近藤真彦
14. おやじのヒゲ14：1993年5月3日　ゲスト高村知恵乃：淡島千景
15. おやじのヒゲ15：1993年10月28日　ゲスト林与一　　大山のぶ代
16. おやじのヒゲ16：1994年5月2日　ゲスト愛川欽也　小松政夫
17. おやじのヒゲ17：1994年8月29日　ゲスト由紀さおり　西村知美
18. おやじのヒゲ18：1995年3月13日　ゲスト
19. おやじのヒゲ19：1995年　ゲスト春川ますみ　ジミー大西　正司歌江
20. おやじのヒゲ20 南国沖縄珍道中! ガンコ親爺の目に涙[1]：1996年4月29日　ゲスト

放送枠は、「1」と「2」は『水曜ドラマスペシャル』、「3」から「5」までは『土曜ドラマスペシャル』、そして「6」以降は『月曜ドラマスペシャル』で放送された。（参考：テレビドラマデータベース）

## 脚註
1. ↑  同作は、2011年8月23日に竹脇無我（8月21日逝去）追悼特別番組としてTBSテレビで放送された。